# Sekota
Sekota (ou Sokota, Soqota) est une ville du nord de l'Éthiopie située dans la zone Wag Hemra de la région Amhara, dans le woreda du même nom, proche de la frontière avec le Tigray, à 127 km au nord de la ville historique de Lalibela et au sud de Mekele, la capitale du Tigray.

## Géographie
Sekota se trouve au cœur des hauts plateaux, à une altitude de 2 265 m, dans une cuvette circulaire proche de la ligne de partage des eaux entre la vallée du Tselleri et celle du Tekkezé.

## Population
La ville compte de nombreuses anciennes familles agaw et amhara.

## Histoire
Sekota était la capitale de l'ancienne province du Wag.